# Annales royales assyriennes
Pour les articles homonymes, voir Annales (homonymie).
Les Annales royales assyriennes sont des textes racontant essentiellement les campagnes militaires entreprises par les souverains d'Assyrie, année par année. Elles apparaissent à l'époque médio-assyrienne (XIVe – XIIe siècles av. J.-C.), avec le développement de l'idéologie royale dans ce pays, peut-être sous l'influence des annales royales hittites, qui existaient déjà à cette même époque. Les inscriptions royales assyriennes se développent sous les règnes des grands rois du XIIIe siècle (Salmanazar Ier, Tukulti-Ninurta Ier), mais le premier exemple d'annale au sens propre du terme apparaît sous le règne de Teglath-Phalasar Ier (1114-1076). Le modèle n'est ensuite repris que par les rois des débuts de l'époque néo-assyrienne, Teglath-Phalasar II et son fils Assurnasirpal II (IXe siècle). Par la suite, tous les grands rois assyriens font de même.
Le support sur lequel les annales étaient gravées peut varier. Du fait de leur longueur, on privilégiait plutôt des prismes ou des cônes d'argiles plutôt que de simples tablettes. Quand on voulait les exposer à la vue des gens, on les gravait sur des stèles, ou même sur les murs des palais, accompagnées parfois de longs bas-reliefs qui les illustraient. A Dur-Sharrukin, on a retrouvé des textes d'annales rédigés sur le revers des orthostates placées contre les murs du palais royal. Ils étaient probablement destinés à des lecteurs appartenant au monde divin.

Les annales étaient écrites à la première personne, comme un récit relaté par le roi en personne, qui se présente comme ayant été celui qui a mené ses troupes à la victoire. Dans les faits, il arrivait souvent que les souverains ne mènent pas eux-mêmes leurs troupes aux combats. Ces textes étaient avant tout destinés à glorifier la figure royale, et donc les défaites que subissait l'armée assyrienne sont passées sous silence, quand on ne les transforme pas en victoires comme dans le cas de la bataille de Qarqar, perdue par Salmanazar III, qui la célèbre pourtant comme une victoire. De ce fait, si elles constituent une source très importante pour connaître l'histoire de l'Assyrie, on ne doit jamais perdre de vue que les annales royales restent des textes idéologiques.
Exemple d'une inscription royale néo-assyrienne : le prisme Thompson relatant les annales de Sennachérib :
(Je suis) Sennacherib, grand roi, roi puissant, roi de l'univers, roi d'Assyrie, roi des Quatre Régions, pasteur expérimenté, favori des grands dieux, protecteur de la justice, qui aime l'équité, qui donne assistance, qui va au secours des faibles, se tourne vers le bien, jeune homme parfait, mâle vaillant, premier de tous les princes, joug qui contrôle les insoumis, qui foudroie les ennemis. Assur, le Grand Mont, m'a conféré une royauté sans égale et magnifié mes armes - au-delà de tous ceux qui siègent sur des trônes. Depuis la mer supérieure où se couche le Soleil jusqu'à la mer inférieure où se lève le Soleil, il a fait se courber sous mes pieds l'ensemble des Têtes Noires. Alors, les princes obstinés ont craint mon combat, ils ont abandonné leurs établissements et se sont envolés seuls en un lieu inaccessible comme des chauve-souris, les oiseaux des crevasses. 
Au cours de ma première campagne (= 703 avant J.-C.), comme j'avais vaincu Mérodach-Baladan, le roi de Kardunias, ainsi que les troupes élamites, ses alliés, dans les environs de la ville de Kis, il abandonna son camp en plein milieu de cette bataille, et s'enfuit tout seul pour sauver sa vie. Les chars, les chevaux, les chariots et les mules qu'il avait abandonnés dans la mêlée du combat, je m'en emparai de mes propres mains. J'entrai joyeusement dans Babylone et j'ouvris son trésor: j'en fis sortir de l'or, de l'argent, des ustensiles en or et en argent, des pierres précieuses, toutes sortes de biens et possessions, innombrables, un lourd tribut, les femmes de sa cour, les courtisans, les serviteurs, les musiciens et les musiciennes, le cercle des savants, autant qu'il y en a, les domestiques de son palais, et je les comptai parmi le butin. Grâce à la force d'Assur, mon seigneur, j'assiégeai 75 villes, des forteresses du pays des Chaldéens, ainsi que 420 petites cités, je les ai conquises et j'ai emmené leur butin. Les Arabes, les Araméens et les Chaldéens, qui se trouvaient dans les villes d'Uruk, de Nippur, de Kis, de Hursagkalamma, de Cutha et de Sippar, ainsi que les citadins coupables, je les ai fait sortir et les ai comptés parmi le butin. Pendant mon retour, les tribus de Tu'muna, Rihihu, Yadaqqu, Ubudu, Kiprê, Malabu, Gurumu, Ubulu, Damunu, Gambulu, Hindaru, Rü'a, Puqudu, Hamdânu, Hagarânu, Nabatu, Li'ta'u, des Araméens insoumis, je les ai conquis tous ensemble et j'ai emmené 208 000 personnes, petits et grands, hommes et femmes, des chevaux, des mules, des ânes, des chameaux, des bœ ufs et du petit bétail innombrable, un lourd butin, vers le pays d'Assur. Au passage de mon expédition, je reçus de Nabû-bël-sumâti, le préfet de la ville de Hararâte, de l'or, de l'argent, des arbres de Magan de grande taille, des ânes, des chameaux, des bœ ufs et du petit bétail, son imposant cadeau de bienvenue. Je passai par les armes la population de la ville de Hirimmu, un dangereux ennemi, - je n'en épargnai pas un seul- ,je suspendis leurs corps à des pieux et j'en entourai la ville. Je réorganisai complètement cette province:je fixai 1 bœuf, 10 béliers, 10 ânées de vin (ou de raisins), 20 ânées de dattes, comme offrande de prémisses aux dieux d'Assyrie, mes seigneurs, pour l'éternité. 
Au cours de ma deuxième campagne, mon seigneur Assur m'a donné confiance et j'ai marché vers le pays des Kassites et le pays des Yasubi-gallâ, qui ne s'étaient jamais soumis aux rois, mes pères, depuis toujours. Au milieu des montagnes escarpées, j'ai chevauché à cheval dans un terrain pénible et fait porter mon char personnel sur les nuques (des soldats). Dans les passages difficiles, je m'élançais partout à pied comme un auroch. J'ai assiégé les villes de Bît-Kilamzah, Hardispi et Bït-Kubatti, leurs villes et puissantes forteresses, et je les ai conquises. J'en fis sortir les gens, les chevaux, les mules, les ânes, les bœ ufs et le petit bétail et je les ai comptés parmi le butin. Quant à leurs innombrables petits villages, je les ai détruits et démolis, je les ai transformés en ruines. Les pavillons et les tentes, leurs habitations, j'y ai mis le feu et j'en ai fait des torches. De cette ville de Bït-Kilamzah, je fis à nouveau une ville fortifiée. Je renforçai ses remparts bien plus qu'auparavant et j'y installai les gens des pays que j'avais conquis de mes mains. Je fis redescendre les gens des tribus kassites et des Yasubi-gallâ, qui avaient pris la fuite devant mes armes, depuis le fond des montagnes et je les installai dans les villes de Hardispi et de Bït-Kubatti. Je les mis entre les mains de mon eunuque, le gouverneur de la ville d'Arrapha. Je fis faire une stèle, j'y fis graver la glorieuse conquête que je leur avais moi-même infligée et je l'érigeai au centre de la ville. Je tournai la face de mon joug et je pris la route du pays d'Ellipi. A mon approche, leur roi, Ispabâra, abandonna ses villes fortes et son trésor et s'enfuit en des régions lointaines. Je submergeai la totalité de son pays comme un nuage. Les villes de Mar'ubisti et Akkuddu, les villes qui sont ses capitales, ainsi que 34 petits villages de leurs environs, je les ai assiégés, conquis, détruits et démolis. Je les ai incendiés et j'ai emmené comme butin les gens, petits et grands, hommes et femmes, des chevaux, des mules, des ânes, des chameaux, des bœ ufs et du petit bétail impossible à compter. Je le réduisis à néant et j'amoindris son pays. Les villes de Sisirtu et de Kummahlum, des villes fortes, ainsi que les petits villages des environs, le pays de Bït-Barrû, la province tout entière, je les ai détachés de son pays et ajoutés aux frontières de l'Assyrie. Je fis de la ville d'Elenzas la capitale et la forteresse de cette province, je modifiai son ancien nom et je la nommai Kâr -Sennacherib, J'y installai les gens que j'avais conquis de mes mains, je les confiai à mon eunuque, le gouverneur de la ville de Harhar et j'élargis ainsi mon pays. Pendant mon retour, je reçus l'important tribut du pays des Mèdes lointains, dont aucun parmi les rois, mes pères, n'avait jamais entendu le nom. Je les soumis à mon joug souverain. 
Au cours de ma troisième campagne, je me suis dirigé vers le pays de Hatti, Lulî, le roi de la ville de Sidon, la terreur de mon aura souveraine le submergea, il s'enfuit au loin, au milieu de la mer, et il disparut. Les villes de Sidon-la-Grande, Sidon-la-Petite, Bït-Zitti, Sariptu, Mab,alliba, Usû, Akzibi, Acre, ses villes fortes, les forteresses, les lieux de pâturage et les points d'eau, ses lieux de ravitaillement, la terreur qu'inspire l'arme d'Assur, mon seigneur, les submergea et elles se soumirent à moi. J'ai installé au-dessus d'eux Tu-Ba'Iu sur le trône royal et lui imposai un tribut à ma souveraineté, annuellement, sans interruption. Minhimmu de la ville de Samsimuruna, Tu=-Ba'Iu de la ville de Sidon, Abdi-li'ti de la ville d'Arvad, Uru-milki de la ville de Byblos, Mitinti de la ville d'Asdôd, Pudu-El du pays de Bït-Ammana, Kammusu-nadbi du pays de Moab, Aya-rammu du pays d'Edom, tous les rois du pays.d'Amurru m'apportèrent 4 fois leur imposant cadeau de bienvenue et me baisèrent les pieds. Quant à Sidqâ, le roi de la ville d'Askalon, qui ne s'était pas soumis à mon joug, je déportai les dieux de la maison de son père, lui-même, son épouse, ses fils, ses filles, ses frères, semence de la maison de son père, et je les emmenai en Assyrie. J'installai sur le peuple de la ville d'Askalon Sarru-lu-dari, le fils de Rukibti, leur roi précédent, je lui imposai le don du tribut, un présent à ma souveraineté, et il s'attela à mon joug. Au passage de mon expédition, les villes de Bït-Daganna, de Jaffa, de Banay-barqa et d'Azüru, desvilles appartenant à Sidqâ qui ne s'étaient pas soumises assez rapidement, je les ai assiégées, conquises, et j'en ai emmené le butin. Les gouverneurs, les grands et les gens de la ville d'Ekron, qui avaient jeté dans les fers Padî, leur roi, lequel était lié à l'Assyrie par un traité et un serment, et l'avaient livré à Ezéchias du pays de Juda, comme un ennemi - ils avaient commis là une abomination !- , ils prirent peur et appelèrent à leur aide les rois d'Égypte, les archers, les chars et les chevaux du roi du pays de Meluhha, une force innombrable, et ceux-ci vinrent à leur secours. Aux alentours de la ville d'Altaqû, leurs rangs s'étaient formés face à moi et ils aiguisaient leurs armes. Avec l'aide d'Asàur, mon seigneur, je leur ai livré bataille et je les ai vaincus. Les chefs de char, ainsi que les fils du roi d'Égypte, avec les chefs de char du roi de Meluhha, je me suis emparé d'eux vivants au milieu du combat. J'ai assiégé et conquis les villes d'Altaqû et de Tamnâ, j'ai emporté leur butin. Je m'approchai de la ville d'Ekron, je mis à mort les gouverneurs et les princes qui avaient provoqué ce crime et j'ai pendu leurs cadavres aux tours tout autour de la ville. J'ai compté comme butin les habitants de la ville, les coupables et les sacrilèges. Le reste d'entre eux, qui n'avaient commis aucune faute et sur lesquels ne pesait aucune accusation de sacrilège, j'ordonnai leur libération. Je fis sortir Padî, leur roi, de la ville de Jérusalem, je l'installai sur eux, sur le trône souverain, et lui imposai le tribut dû à ma souveraineté. Quant à Ézéchias du pays de Juda, qui ne s'était pas plié sous mon joug, j'assiégeai 46 de ses villes fortes, les forteresses et les petits villages des environs, innombrables, en construisant des rampes d'accès et en utilisant des béliers, au moyen de combats d'infanterie, de brèches, de sapes et de kelbënëtu, et je les conquis. J'en fis sortir 200 150 personnes, petits et grands, hommes et femmes, des chevaux, des mules, des ânes, des chameaux, des bœufs et du petit bétail innombrable et je comptai tout cela comme butin. Lui-même, comme un oiseau en cage, je l'enfermai dans Jérusalem, sa capitale. J'érigeai des fortifications tout autour de lui et j'interdis toute sortie par la grand-porte de sa ville. Je mis ses villes au pillage et je les détachai de son pays. Je les ai données à Mitinti, roi de la ville d'Asdôd, à Padî, roi de la ville d'Ekron, et à Silli-Bël, roi de la ville de Gaza, et j'ai réduit son pays. J'ai augmenté le tribut précédent, leur don annuel, le tribut et le cadeau à ma souveraineté, et je le leur ai imposé. Quant à lui, Ezéchias, la terreur qu'inspire mon aura souveraine le submergea, les Arabes et ses troupes d'élite qu'il avait fait entrer afin de fortifier Jérusalem, sa capitale, firent défection. Il fit porter, après mon départ, 30 talents d'or, 800 talents d'argent, du kohl de qualité, de grands blocs de cornaline, des lits en ivoire, des fauteuils à dossier en ivoire, des peaux d'éléphant, des défenses d'éléphant, de l'ébène, du buis, toutes sortes de choses, un imposant trésor, ainsi que ses filles, les femmes de sa cour, les musiciens et les musiciennes jusqu'à ma capitale, Ninive. Il m'envoya son messager afin d'offrir le tribut et de faire allégeance. 
Au cours de ma quatrième campagne, mon seigneur Assur m'a donné confiance, j'ai mobilisé mes vastes armées et j'ai ordonné de marcher vers le pays de Bït-Yakin. Au passage de mon expédition, dans la ville de Bittütu, j'ai remporté la victoire sur Süzubu, le Chaldéen, qui habite au milieu des marais. Lui-même, la terreur qu'inspire mon combat s'abattit sur lui, son coeur se mit à battre, il prit la fuite tout seul, comme un lynx, et on ne le vit plus. J'ai tourné la face de mon joug et j'ai pris la route du pays de Bït-Yakin. Celui-là, Mérodach-Baladan, que j'avais vaincu au cours d'une campagne précédente, et dont j'avais dispersé l'armée, il eut peur du fracas de mes armes puissantes et de l'assaut de mon combat furieux. Il rassembla hors de leurs demeures les dieux de tout son pays, les embarqua sur des bateaux et s'envola vers la ville de Nagïtu-raqqi qui se trouve au milieu de la mer, comme un oiseau. Ses frères, la semence de la maison de son père, qu'il avait abandonnés au bord de la mer, ainsi que le reste des gens de son pays, je les fis sortir du pays de Bït-Yakin, hors des marais et des marécages, et je les ai comptés comme butin. Je détruisis et démolis à nouveau ses villes, j'en fis des monceauxde ruines. Je déversai la terreur sur son allié, le roi d'Elam. Pendant mon retour, j'installai sur son trône souverain Assur-nâdin-èumi, mon fils aîné, issu de mon sang, et je mis sous son autorité le très vaste pays de Sumer et Akkad. 
Au cours de ma cinquième campagne, les gens des villes de Tumurri, Sarum, Ezâma, Kibsu, Halbuda, Oü' a et Qana, dont l'emplacement est situé comme le nid de l'aigle le premier d'entre les oiseaux, sur les pics du mont Nipur, une montagne difficile, ces gens ne s'étaient pas soumis au joug. J'établis mon camp aux pieds du Mont Nipur et, avec ma garde personnelle d'élite et mes combattants sans pitié, je pris moi-même leur tête, comme un aurochs furieux. J'ai parcouru en tous sens les ravins, les torrents, les gorges, les hauteurs difficiles, dans ma chaise à porteurs. Là où c'était trop pénible pour la chaise à porteurs, j'ai bondi à pied et, comme un mouflon, j'ai grimpé par-dessus les hauts sommets. Lorsque mes jambes éprouvaient de la fatigue, je m'asseyais sur un roc de la montagne et je buvais l'eau froide des outres pour apaiser ma soif. Je les poursuivis parmi les pics des montagnes et je les ai vaincus. J'ai conquis leurs villes et je les ai pillées. Je les ai démolies, détruites et j'y ai mis leu feu. J'ai tourné la face de mon joug et je fis route contre Maniya'e, roi de la ville d'Ukku, un montagnard insoumis, par des chemins non ouverts, des sentiers difficiles, qui font face à de pénibles montagnes, et sur lesquels, avant moi, aucun des rois précédents ne s'était aventuré. Au pied des monts Anara et Uppa, de puissantes montagnes, j'établis mon camp et moi-même, sur ma chaise à porteurs, avec mes combattants d'élite, je pénétrai dans leurs étroits défilés, avec difficulté, et j'escaladai de tous côtés les pics dangereux des montagnes, péniblement. Lui-même, Maniya'e aperçut la poussière soulevée par mes troupes et abandonna Ukku, sa capitale, il s'enfuit dans le lointain. J'assiégeai Ukku, je la conquis et je la pillai: je fis sortir les biens, les possessions, le trésor de son palais, et les comptai parmi le butin. En outre, j'ai conquis 33 villes dans toute sa province et j'ai emmené les gens, les ânes, les bœ ufs et le petit bétail comme butin. Je les ai démolies, détruites et j'y ai mis le feu. 
Au cours de ma sixième campagne, le reste des gens du pays de Bït-Yakin, qui avaient paniqué devant mes armes puissantes, comme des onagres, emporté de chez eux les dieux de tout leur pays et avaient traversé la grande mer du lever du Soleil, ils avaient établi leur résidence dans la ville de Nagîtu, au pays d'Elam. J'ai traversé la mer sur des bateaux du pays de Hatti. Je conquis les villes de Nagïtu et Nagïtu-di'bina, ainsi que les PJiYSde Hilmu, Pillatu et Hupapânu, des provinces appartenant au pays d'Elam. J'emmenai comme butin les gens du pays de Bït-Yakin ainsi que leurs dieux et les gens du roi d'Elam- aucun n'y échappa - , je les fis s'embarquer sur les bateaux, je les fis traverser sur cette rive-ci et leur fis prendre la route de l'Assyrie. J'ai détruit, démoli et incendié les villes de ces provinces et j'en ai fait des monceaux de ruines. Je fis demi-tour et, pendant mon retour, Süzubu, un Babylonien qui s'était arrogé la souveraineté sur le pays de Sumer et d'Akkad en profitant du chaos qui régnait dans le pays, je lui infligeai une défaite en rase campagne et je m'en emparai vivant. Je l'ai mis dans des chaînes et des menottes de fer et je l'ai emmené en Assyrie. J'ai vaincu le roi d'Élam qui s'était tourné de son côté et qui était venu à son aide. J'ai dispersé ses hordes and j'ai rompu sa cohésion. 
Au cours de ma septième campagne, Assur, mon seigneur, m'a donné confiance et j'ai marché contre le pays d'Elam. Les villes de Bït-Ha'iri et de Razâ, des villes qui sont à la frontière de l'Assyrie, et dont les Élamites s'étaient emparés de force àl'époque de mon père, je les ai conquises et j'en ai pillé le butin au passage de mon expédition. J'y fis entrer mes garnisons, les ramenai à l'intérieur des frontières de l'Assyrie et les mis sous l'autorité du gouverneur de la ville de Dër . Les villes de Bubê, Dunni-Samas, Bït-Risiya, Bit-Ahlamê, Düru, Dannat-Sulaya, Siliptu, Bït-Asüsi, Kâr-zër-iqïsa, Bit-Gissi, Bït-Katpalâni, Bït-Imbiya, Hamânu, Bït-Arrabi, Burutu, Dimtu-sa-Sulaya, Dimtu-sa-Mâr-bît-êtir, Harri-Aslakê, Rabbaya, Rausu, Akkabarina, Til-Ul}uri, Hamrânu, Nadïtu, ainsi que les villages des passes des villes de Bït-Bunaki, Til-H umbi, Dimtu-sa-Dume-Il, Bït-Ubiya, Balti-lïsir, Taqab-lîsir, Sa-Naqidâte, Masût-saplîti, Sarhudiri, Âlum-sa-Bêlet-bîti, Bït-Ahhê-iddina et Ilte'uba, 34 villes fortes, ainsi que les petits villages de leurs environs, innombrables, je les ai assiégées et conquises, j'ai emmené leur butin, je les ai incendiées. La fumée de leur incendie a recouvert la face des cieux comme un épais nuage. Kudur-Nahhunte, le roi d'Elam, apprit la conquête de ses villes et la terreur s'abattit sur lui. Il fit entrer le reste de ses gens dans des forteresses. Lui-même abandonna Madaktu, sa capitale, et prit la route de la ville de Ha'idala qui se trouve au cœ ur de montagnes lointaines. Je donnai ordre de marcher vers la ville de Madaktu, sa capitale. Au mois de Tamhïru, un grand froid arriva et de fortes pluies déversèrent leurs averses. J'ai craint les averses et la neige, les torrents et les ravins de la montagne. J'ai tourné la face de mon joug et j'ai pris la route de Ninive. Au même moment, sur l'ordre d'Assur, mon seigneur, Kudur-Nahhunte, le roi d'Elam, ne vécut pas plus de 3 mois et mourut soudainement de manière prématurée. Après lui, Humban-nimena, qui n'avait ni raison ni intelligence, son frère cadet, monta sur le trône. 
Au cours de ma huitième campagne, après que Süzubu se fut révolté, les Babyloniens, de méchants démons, fermèrent les portes gela ville et complotèrent en leur cœur afin de livrer bataille. Süzubu, un Chaldéen, un homme de basse extraction, qui n'a pas de testicules, un serviteur, un sujet du gouverneur de la ville de Lahiru, des Araméens fugitifs, des déserteurs, des assassins, des pillards se rassemblèrent autour de lui. Ils descendirent dans les marais et provoquèrent une rébellion. Moi, je l'encerclai et je l'étranglai. À cause de la terreur et de la faim, il s'enfuit au pays d'Élam. Mais comme il y avait contre lui des accusations de conspiration et de sacrilège, il se hâta hors du pays d'Élam et entra dans Su'anna (Babylone). Les Babyloniens l'installèrent sur le trône, bien qu'il n'en fût pas digne, et lui offrirent la souveraineté sur le pays de Sumer et d'Akkad. Ils ouvrirent le trésor de l'Esaggil et en firent sortir l'or et l'argent de Bël et de Zarpanîtu, les biens de leurs temples. , Ils envoyèrent un présent àHumban-nimena, le roi d'Elam qui n'avait ni raison ni intelligence, en lui disant: "Rassemble ton armée, mobilise ton camp ! Hâte-toi vers Babylone, tiens-toi à nos côtés, toi, sois notre soutien !" Lui alors, l'Elamite, dont, lors de mon expédition précédente en Élam, j'avais conquis les villes et les avait transformées en ruines, il ne réfléchit pas en son cœ ur et accepta leur bakchich. Il rassembla ses troupes et son camp et passa en revue les chars et les chariots. Il vérifia les chevaux et les mules, son propre attelage. Les pays de Parsua, Anzan, Paseru, Ellipi, les tribus de Yaz-Ilu, Lakabra, Harzunu, Dummuqu, Sulaya, Sam'una, le fils de Merodach-Baladan, les pays de Bït-Adini, Bït-Am ukkâni, Bït-Silani, Bït-Sa'latu-tu'akki, la ville de Lahiru, les tribus de Puqudu, Gambulu, Halatu, Rü'a, Ubulu, Malahu, Rapiqu, Hindiru et Damunu, il les appela àson aide comme de grands alliés et leur multitude prit la route du pays d'Akkad - ils s'élançaient vers Babylone. Ils se rapprochèrent ensemble de Süzubu, le Chaldéen, le roi de Babylone, et joignirent leurs forces. Comme un vaste assaut de sauterelles au printemps, ils s'élançaient contre moi tous ensemble pour livrer bataille. La poussière que soulevaient leurs pieds couvrait la face du vaste ciel comme un lourd nuage au plus profond de l'hiver. Face àmoi, dans la ville de Halulê, qui est au bord du Tigre, leur armée était rangée en ligne de bataille. Ils tenaient les points d'eau et aiguisaient leurs armes. Alors moi, j'en appelai à Assur, Sîn, Samas, Bël, Nabû, Nergal, Istar de Ninive etIstard'Arbèles,mesalliéslesdieux, afin de pouvoir conquérir ce puissant ennemi. Ils entendirent rapidement ma prière et vinrent à mon secours. Je devins furieux comme un lion, revêtis la cotte de mailles et me coiffai du casque, emblème du combat. Dans la fureur de mon cœ ur, je montai sur mon magnifique char de guerre, qui renverse les adversaires, avec empressement, je pris en main le puissant arc qu'Assur m'a confié et je serrai dans mon poing la flèche qui tranche les vies. Sur l'ensemble des armées de ces méchants ennemis, moi-même, j'ai hurlé rageusement comme une tempête, j'ai mugi comme Adad. Sur l'ordre d'Assur, le grand seigneur, mon seigneur, j'ai soufflé sur l'ennemi de face et de flanc comme l'assaut d'une tempête impétueuse. Grâce aux armes d'Assur, mon seigneur, et à mon assaut furieux, je détournai leurs poitrines et causai leur déroute. J'ai détruit les troupes ennemies par la pointe des flèches et j'ai percé tous leurs cadavres comme ... Humban-Untas, le héraut du roi d'Élam, un homme prudent, qui commandait ses troupes, son grand support, ainsi que ses nobles qui portent une dague d'or à la ceinture, et dont les frondes sont attachées à des anneaux d'or rouge àleurs poignets, comme des taureaux engraissés que l'on a entravés, je les ai massacrés rapidement et j'ai causé leur défaite. Je leur ai coupé le cou, comme à des moutons, j'ai tranché leur très précieuse vie comme un fil. J'ai fait couler leur sang comme la crue énorme des pluies du printemps par-dessus la vaste terre. J'ai fait plonger mes rapides coursiers, harnachés pour la monte, dans les mares de leur sang comme dans une rivière. Les roues de mon char de combat, qui renverse les criminels et les méchants, baignaient dans le sang et les excréments. J'ai empli la plaine des cadavres de leurs guerriers, comme de l'herbe. Je leur ai coupé la barbe (ou les moustaches) et j'ai détruit leur fierté. J'ai coupé leurs mains comme de jeunes concombres au printemps. J'ai pris les anneaux à fronde en or et en argent brillant de leurs poignets. J'ai découpé leurs ceintures à l'aide d'épées pointues et je me suis emparé des dagues en or et en argent qu'ils portaient à la taille. Le reste de ses Grands, ainsi que Nabû-sumu-iskun, le fils de Merodach-Baladan, qui avaient pris peur devant mon combat et avaient levé les bras,je m'emparai d'eux vivants, de mes propres mains, en pleine bataille. Les chars et leurs chevaux, dont les conducteurs avaient été tués dans la terrible mêlée du combat, - quant aux chevaux, ils étaient abandonnés tout seuls et erraient de ci de là - je les fis revenir ensemble. Je ne mis fin au massacre que lorsque vint la deuxième double-heure de la nuit. Quant à lui, Humban-nimena, le roi d'Elam, ainsi que le roi de Babylone et les sheikhs de Chaldée, ses alliés, la terreur qu'inspire mon combat enveloppa leurs corps comme celui d'un taureau (de sacrifice). Ils abandonnèrent leurs tentes et piétinèrent les cadavres de leurs soldats afin de sauver leur vie. En passant, leurs cœ urs battaient comme celui de toutes jeunes colombes capturées. Leur urine était brûlante et ils relâchaient leurs excréments à l'intérieur de leurs chars. J'ordonnai à mes chars et à mes chevaux de s'élancer à leur poursuite. Les fuyards qui avaient fui pour sauver leur vie, ils les passèrent par les armes partout où ils les atteignirent. À ce même moment, après avoir terminé parfaitement le palais du cœ ur de la ville de Ninive comme ma résidence royale, et l'avoir empli de splendeur pour l'admiration des peuples, !'Armurerie, que les rois précédents, mes pères, avaient bâti pour la mise en ordre du camp, le soin des chevaux et le rangement de toutes choses, n'avait pas de terrasse, son emplacement était trop petit et sa construction n'était pas parfaite. Avec le passage des jours, sa plateforme s'était affaiblie, ses fondations avaient cédé et son toit s'était effondré. J'ai détruit ce palais dans sa totalité. Je pris une vaste terre inculte dans les basses terres et aux environs de la ville, en surplus, et je l'y ajoutai. J'abandonnai l'emplacement du palais précédent. Avec le territoire des basses terres que j'avais prises au bord du fleuve, j'entassai une terrasse et la fis haute de 200 couches de briques. En un mois favorable, en un jour propice, au-dessus de cette terrasse, dans la perfection de mon cœ ur, j'ai fait bâtir un palais de calcaire et de cèdre, œuvre du pays de Hatti, ainsi qu'un palais magnifique, œuvre de l'Assyrie, qui surpassait largement le précédent tant en grandeur qu'en beauté artistique, grâce au travail des sages maîtres maçons, pour mon séjour souverain. J'étendis de magnifiques poutres de cèdre, produit du mont Amanus, une brillante montagne, par-dessus ces palais. J'ai recouvert les vantaux de portes en cèdre blanc avec des bandes de bronze brillant et je les ai fixés dans leurs entrées. J'ai fait construire de magnifiques colosses avec du calcaire blanc que l'on trouve sur le territoire de la ville de Balatay et je les ai fait placer à gauche et à droite de leurs verrous. Pour la mise en ordre des Noirs de Tête, le soin des jeunes chevaux, des ânes, du matériel militaire, des chars, des charrettes, des chariots, des carquois, des arcs et des flèches, l'ensemble du matériel de guerre, le harnachement des chevaux et des mules qui possèdent une très grande force et ont été entraînés à tirer le joug, j'ai grandement agrandi sa cour extérieure. Ce palais-là, je l'ai construit depuis les fondations jusqu'à son faîte et l'ai rendu parfait. J'ai placé une inscription à mon nom à l'intérieur. 
Dans la suite des jours, parmi les rois, mes fils, dont Assur et Istar auront prononcé le nom pour diriger le pays et le peuple, lorsque ce palais sera devenu vieux et sera tombé en ruines, qu'un prince futur restaure sa ruine, qu'il regarde l'inscription à mon nom, qu'il l'oigne d'huile, qu'il fasse un sacrifice et qu'il la remette en place. Assur et Istar écouteront alors ses prières. Celui qui détruirait mon inscriptior et mon nom, qu'Assur, le grand seigneur, le père des dieux, se dresse contre lui avec hostilité, qu'il lui arrache le sceptre et le trône et qu'il renverse son règne ! 
Date (iv.689) 
Mois de Du'üzu, éponymat de Gâhilu, gouverneur de la ville de Hatarikka. 

Traduction P. Talon, Annales assyriennes, tome 1